# Zircon (cràter)
Zircon és un cràter sobre la superfície de (2867) Šteins, situat amb el sistema de coordenades planetocèntriques -13.5 ° de latitud nord i 335 ° de longitud est. Fa un diàmetre de 1.77 km. El nom va ser fet oficial per la UAI el nou de maig de 2012 i fa referència al zircó, mineral pertanyent al grup dels nesosilicats.